# Troels Robl
Troels Christian Robl (5 de março de 1993) é um esgrimista dinamarquês de espada, medalhista de prata no Campeonato Europeu de 2019.

## Carreira
No Campeonato Europeu de 2019, Knudsen integrou a equipe dinamarquesa de espada que surpreendeu ao vencer Ucrânia, Suíça e Estônia; contudo, a Dinamarca terminou com o vice campeonato ao ser derrotada por um toque na decisão contra a Rússia.